# モラスコむぎ
モラスコむぎは、徳島県海部郡牟岐町にある貝類に関する資料館及び水族館である。四国八十八景20番に選定。

## 概要
展示棟と管理棟とからなり、展示棟では貝類の標本や、地元の漁師が捕らえた魚介類が展示されている。
1985年（昭和60年）より始まった国の木材需要拡大推進緊急対策事業の一環として、翌1986年（昭和61年）に実施されたモデル木造施設事業の中で建設され、翌1987年（昭和62年）には国の指定を受けた。貝の資料館モラスコむぎは、1988年（昭和63年）7月25日開館した。
施設名称
「モラスコ」は貝類等の総称である軟体動物の意。軟体動物は英語でmollusc, mollusk（モラスク）、イタリア語でmollusco（モッルスコ）、スペイン語やポルトガル語でmolusco（モルースコ）、軟体動物門として学名Mollusca（モルスカ）。公式サイトのURLにはmolluscoが使われており、綴りとしてはイタリア語に一致する。「モラスコ」の読みは英語発音に近い。
貝の資料館
モラスコむぎの本展示である貝類を一堂に展示したコーナー。世界の珍しい貝類が展示されており、貝や化石の標本が展示されている。
漁師さんの水族館
地元の海や川に生息している生物100種を展示している水族館。生物のほとんどが地元の漁師が捕らえたものである。和歌山県すさみ町住江のすさみ海立エビとカニの水族館と姉妹館契約をしている。
基礎データ
- 開館時間：午前9時 - 午後4時30分
- 休館日：毎週月曜日
- 入館料：個人で小中学生300円、高校生以上400円。団体で小中学生200円、高校生以上300円。

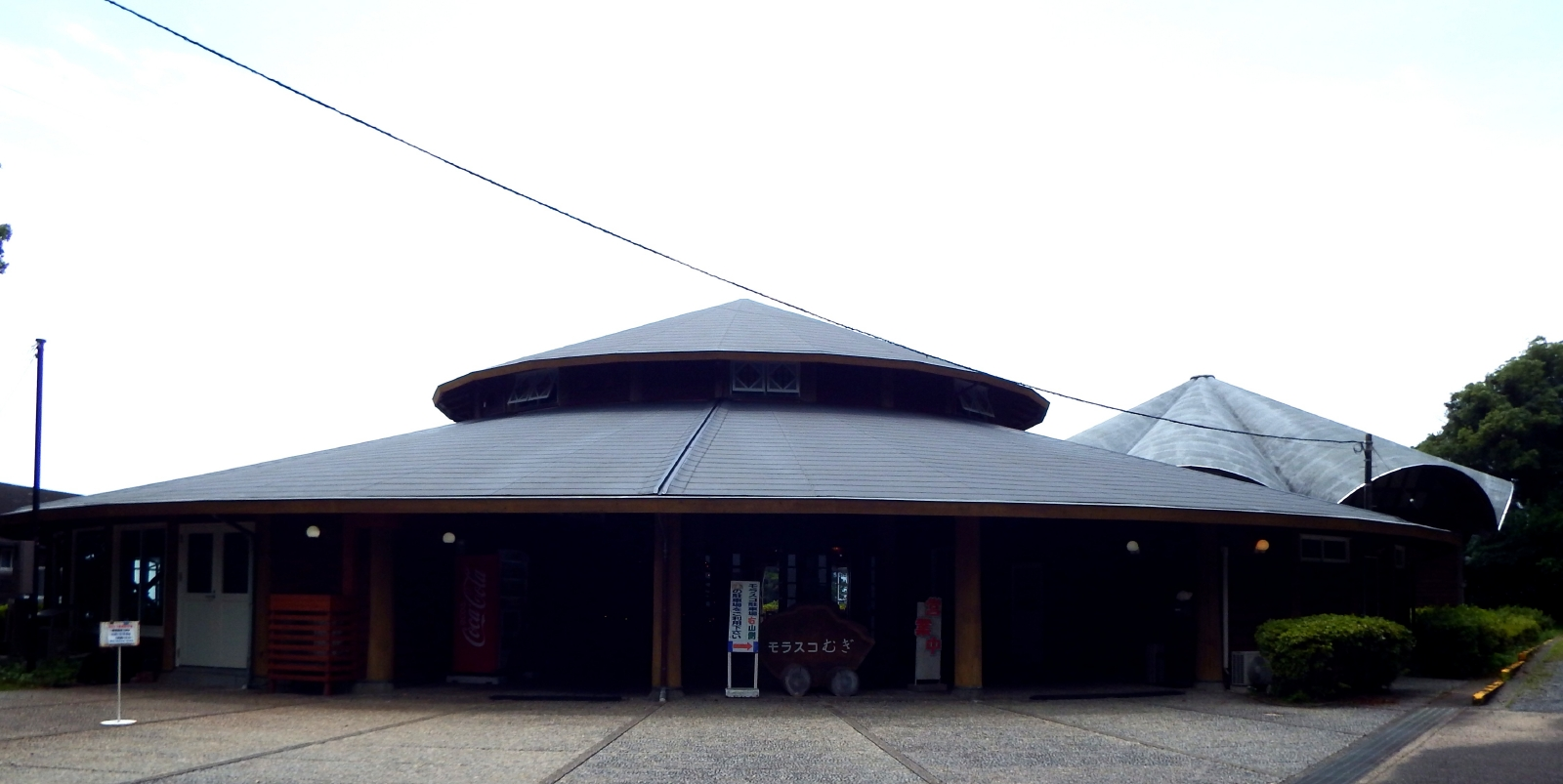
正面入口より
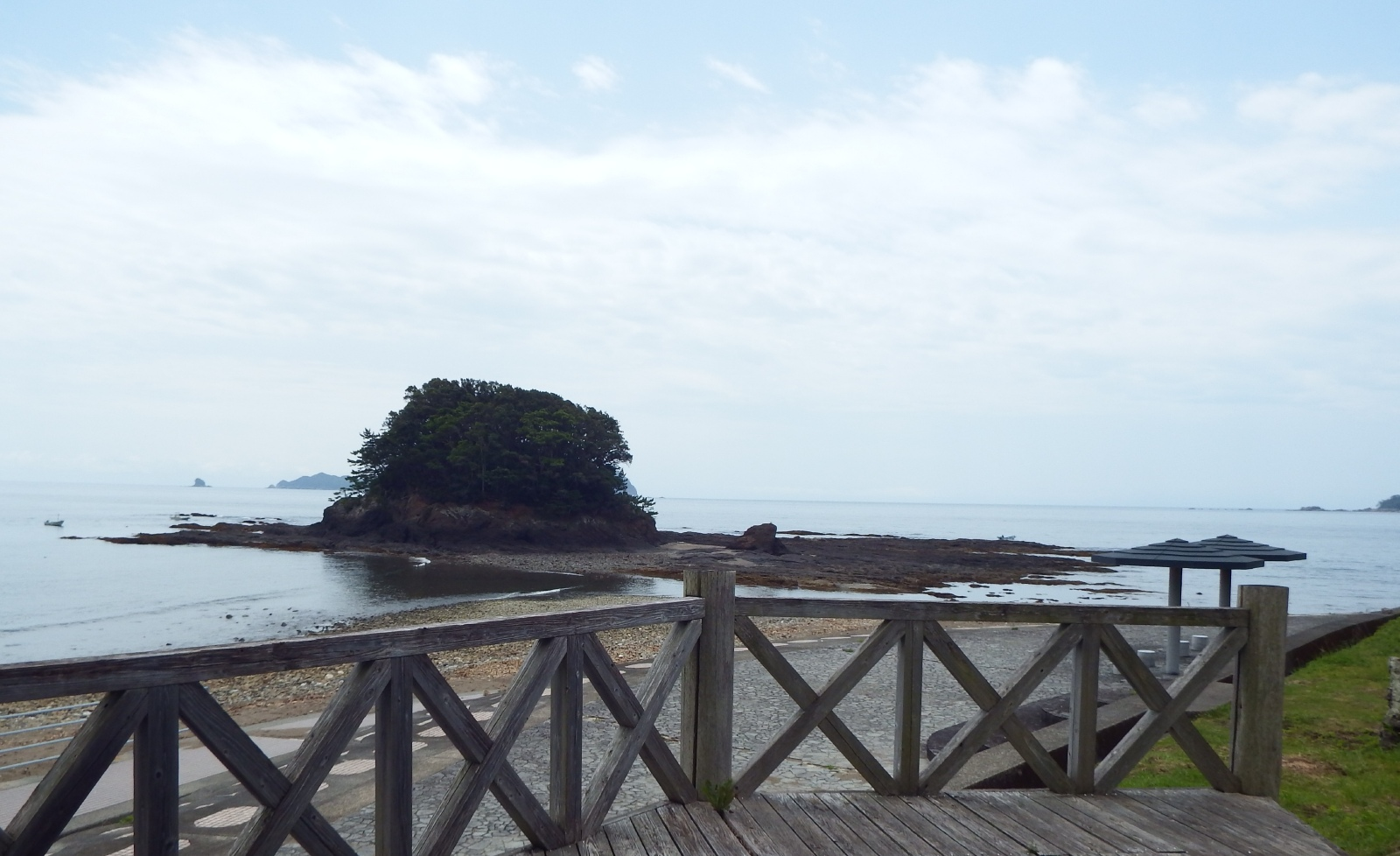
海側のテラスより
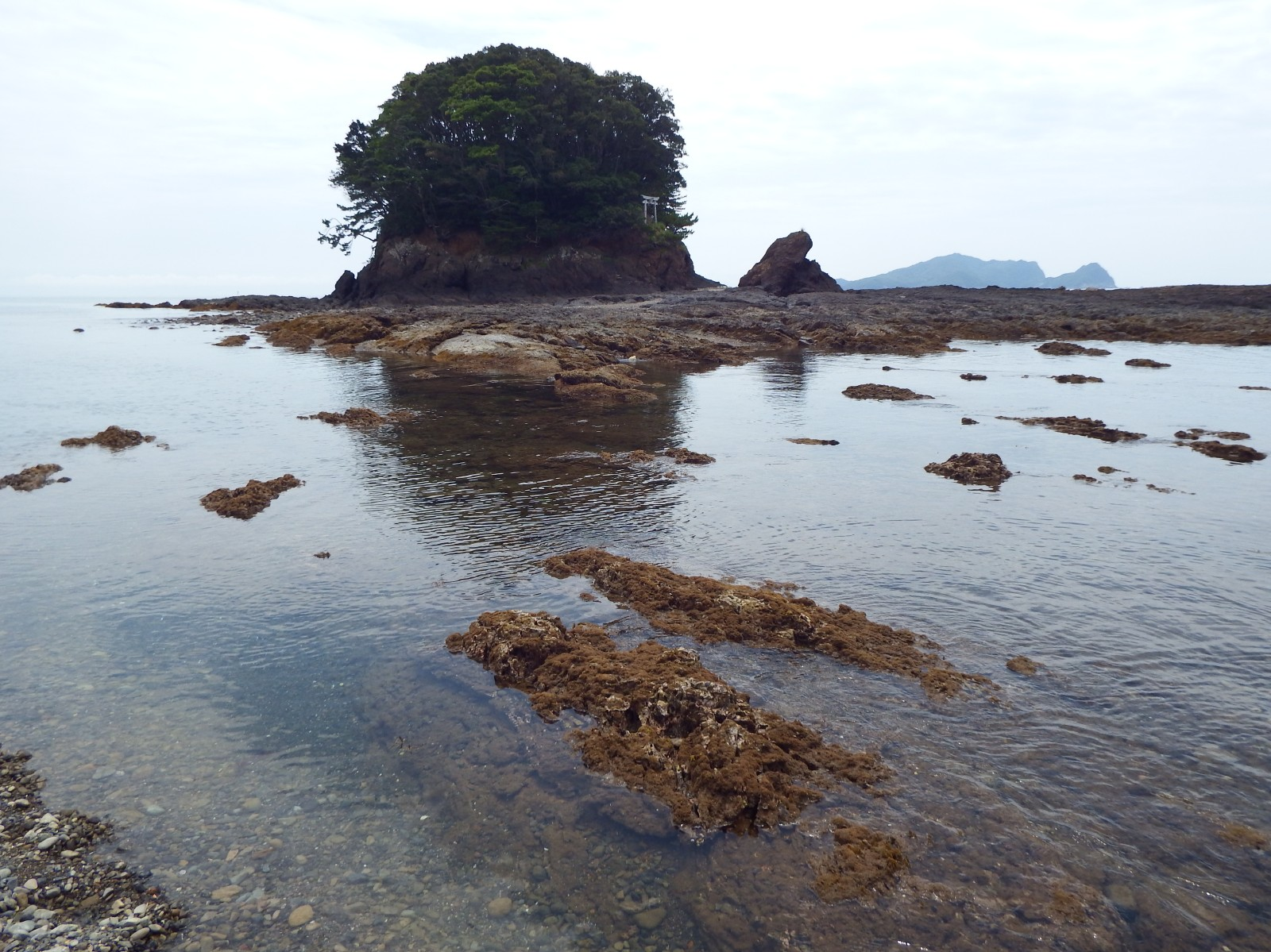
干潮時の松ヶ磯

## 松ヶ磯

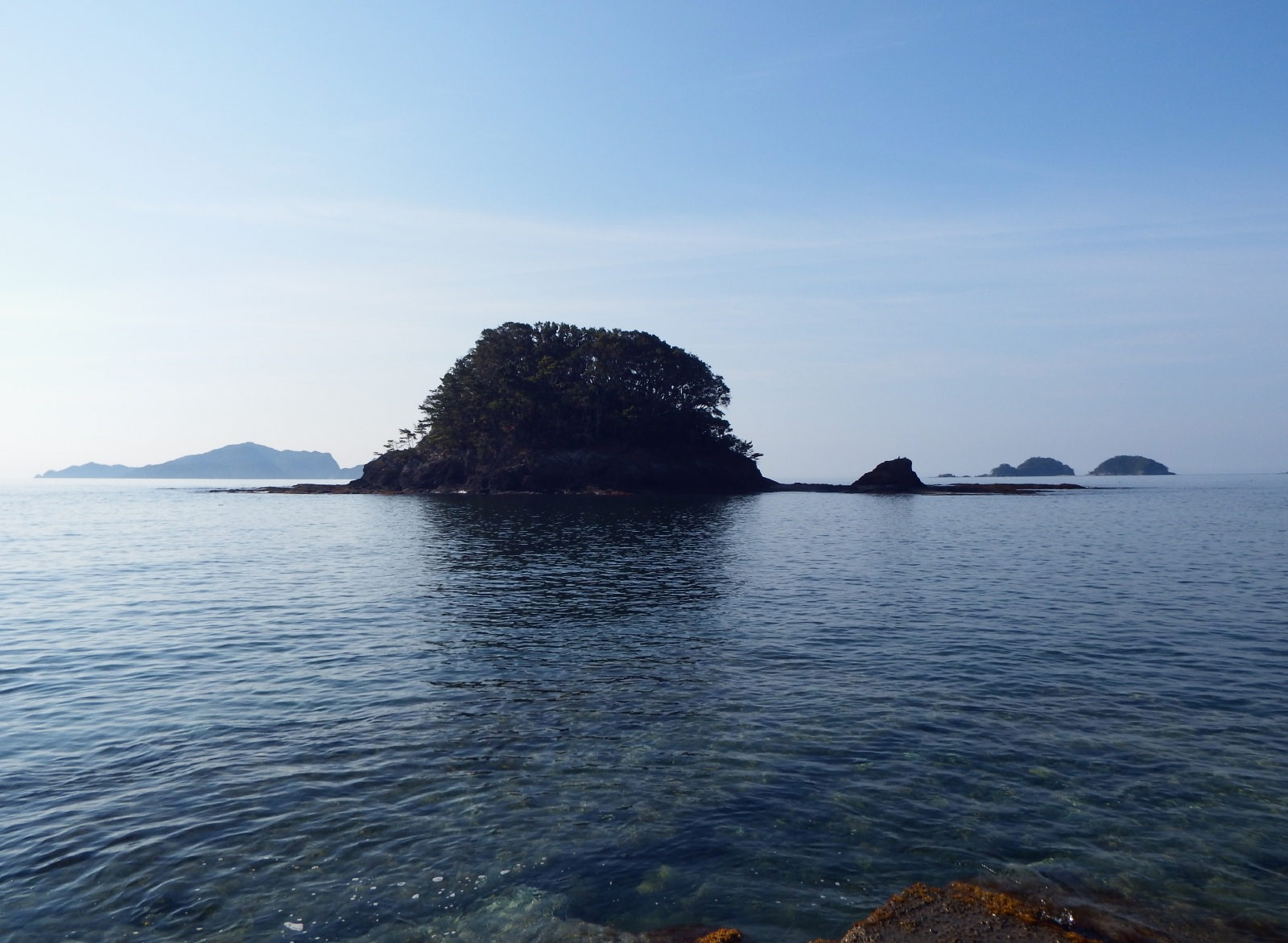
松ヶ磯（満潮時）

正式名は沖島。当館の沖にあり、潮が満ちているときは海の中の島になり、潮が引くと陸続きとなる（陸繋島）。この光景を当館の海側から眺めることが四国八十八景20番に選ばれている。

## 交通
- JR牟岐線牟岐駅下車、タクシーで10分。